# 中安徳インターチェンジ
中安徳インターチェンジ（なかあんとくインターチェンジ）は、長崎県島原市中安徳町にある島原道路（島原深江道路）のインターチェンジである。諫早方面のみ出入り可能のハーフインターチェンジである。

## 歴史
- 1993年（平成5年）
  - 11月 起点-島原南IC間 着工開始。
- 1999年（平成11年）
  - 2月20日 起点-島原南IC間開通に伴い、供用開始。

## 接続する道路
- 直接接続
  - 安徳平成通り

## 周辺
- 島原復興アリーナ

## 隣
島原道路
起点（深江町） -  中安徳IC -  島原南IC